# Lithothamnion pocillum
Lithothamnion pocillum M. Lemoine, 1929  é o nome botânico  de uma espécie de algas vermelhas  pluricelulares do gênero Lithothamnion, subfamília Melobesioideae.
- São algas marinhas encontradas nas Ilhas Galápagos.

## Sinonímia
- Não apresenta sinônimos.